# Michele Fazioli
Conte Michele Fazioli (Ancona, 19 agosto 1819 – Ancona, 13 marzo 1904) è stato un politico italiano.

## Biografia
Nato da famiglia aristocratica aveva sposato Anna Coomber, figlia del console inglese, aderendo presto al movimento patriottico, nel 1849, durante il periodo della Repubblica Romana, fece parte del Comitato di Difesa e fu ufficiale della Guardia Nazionale, distinguendosi nella resistenza antiaustriaca.
Dal 1855 al 1859 Fazioli rivestì la carica di gonfaloniere di Ancona dimostrando abilità e capacità nel gestire la difficile situazione politica della città occupata e le nuove richieste di cambiamento, oltre che la difficile situazione dei commerci, a causa del blocco del porto per l'occupazione austriaca nel periodo 1849-1859.
Le idee liberali di Fazioli erano in contrasto con la cultura imposta dallo Stato Pontificio ed evidenziata dalla Gretton, anche lei figlia del nuovo console inglese di Ancona George Moore, come alcuni aspetti persecutori ad opera dei Tribunali episcopali speciali, che utilizzavano confraternite in saio e cappuccio, soprannominati "Sacconi", autorizzati ad entrare ed ispezionare case e luoghi pubblici per controllare tutte le attività che fossero in contrasto con i precetti della chiesa e con la sicurezza dello stato, tale confraternita esercitava il suo compito in modo spesso vessatorio, ricorrendo alla delazione mantenuta segreta, infliggendo punizioni sommarie da 10 a 30 giorni di detenzione o in alternativa esercizi spirituali.
Tale clima di mancanza di libertà di opinione era aggravato anche dalla presenza dal 1856 dei Tribunali militari austriaci, in precedenza l'occupazione austriaca aveva già condannato a morte Antonio Elia sulla base di prove discutibili.
Il matrimonio con l'inglese Anna Coomber aveva avvicinato l'aristocratico Fazioli alla cultura liberale del governo anglosassone, aperto a idee di progresso e civiltà, spesso in contrasto con la locale cultura pontificia. In questo periodo Mons. Randi fu il grande oppositore sia di Fazioli, che di Alessandro Orsi.
Nel periodo 1856-1859 riorganizzò l'attività patriottica in senso liberal-piemontese e prese parte all'insurrezione del giugno 1859, distinguendosi per eroismo nella dimostrazione patriottica del 18 giugno 1859 in piazza del papa, quando si interpose tra la folla dei dimostranti ed i gendarmi pontifici che puntavano le armi, impedendo loro di fare fuoco. Si pose a capo di una Giunta provvisoria di governo, assieme al fratello Andrea e ad altri cittadini, che però esaurirà la sua funzione in pochi giorni.
La Giunta venne sciolta dal Fazioli per intervento del moderato pontificio generale Francesco Allegrini, il quale aveva mantenuto il controllo della fortezza, per dare la possibilità ai componenti civili e militari della Giunta di mettersi in salvo, quindi l’Allegrini restaurò il potere pontificio, revocando la legge di guerra e impedendo di fatto al nuovo arrivato, il mercenario svizzero Kalbermatten, di effettuare una dura repressione nei confronti della città di Ancona. Il generale Allegrini sarà richiamato a Roma e, con altri militari pontifici italiani, successivamente dimesso dalle autorità pontificie.
Restaurato il potere pontificio, al posto del gonfaloniere Fazioli, il comandante pontificio Guglielmo Kalbermatten aveva nominato il reazionario ed inviso Pietro Bourbon Del Monte, inizialmente Fazioli non intendeva emigrare, ma entrambi i fratelli Fazioli riusciranno ad evitare l'arresto, grazie all'aiuto degli amici e del console sardo Nicola Fanelli, rifugiandosi in Romagna.
Fazioli andrà prima a Rimini e poi a Firenze, dove prese parte al Comitato di emigrazione patriottica mentre il fratello Andrea partirà poi da Genova il 29 giugno 1860 guidando una omonima spedizione garibaldina, partecipando come comandante di battaglione ai combattimenti di Caiazzo e del Volturno, venendo promosso Tenente Colonnello, grado con il quale entrerà poi nell'Esercito Nazionale.
Il 10 dicembre 1859, una sentenza della Sacra consulta condannava Fazioli alla pena di morte d'esemplarità  ed alla perdita dei beni per lesa maestà, il fratello Andrea veniva condannato alla galera a vita.
Durante il periodo di esilio le donne di casa Fazioli avevano confezionato il primo tricolore della città, che sarà poi portato in spalla dalla Guardia Nazionale per incontrare Vittorio Emanuele II 
arrivato il 3 ottobre 1860 ad Ancona, la tradizione popolare vorrebbe che la moglie di Fazioli, Anna Coomber, nascondesse il tricolore attorno alla vita per eludere le ispezioni della stretta sorveglianza austriaca.
Con l'arrivo delle truppe piemontesi la sentenza di condanna per entrambi i fratelli Fazioli verrà successivamente annullata il 28 settembre 1860, con decreto del Regio Commissario Lorenzo Valerio, che aveva annullato anche altre sentenze nei confronti di patrioti locali.
Il 21 febbraio 1861 venne nominato primo sindaco della città. Fu nuovamente primo cittadino della città dorica nel biennio 1874 - 1876. Ricevette la Medaglia d'Oro per il suo operato durante l'epidemia di colera che colpì la città.
Fu deputato deputato nella XI Legislatura e senatore del Regno d'Italia nella XV legislatura.
Il figlio Luigi, detto Gino (Ancona 14-XI-1848 – Lissa 20-VII-1866) Guardiamarina a bordo della nave Re d’Italia, morì nella battaglia navale di Lissa, affondando assieme a molti altri marinai, ufficiali e lo stesso comandante  Faà di Bruno.